# Liste der Biografien/Kiv
Liste der Biografien |
Portal Biografien |
Personensuche
# |
A |
B |
C |
D |
E |
F |
G |
H |
I |
J |
K |
L |
M |
N |
O |
P |
Q |
R |
S |
T |
U |
V |
W |
X |
Y |
Z |
?
 
Ka |
Kb |
Kc |
Kd |
Ke |
Kf |
Kg |
Kh |
Ki |
Kj |
Kl |
Km |
Kn |
Ko |
Kp |
Kr |
Ks |
Kt |
Ku |
Kv |
Kw |
Ky |
Kx |
Kz
 
Kia |
Kib |
Kic |
Kid |
Kie |
Kif |
Kig |
Kih |
Kii |
Kij |
Kik |
Kil |
Kim |
Kin |
Kio |
Kip |
Kir |
Kis |
Kit |
Kiu |
Kiv |
Kiw |
Kix |
Kiy |
Kiz
Die Liste der Biografien führt alle Personen auf, die in der deutschsprachigen Wikipedia einen Artikel haben. Dieses ist eine Teilliste mit 60 Einträgen von Personen, deren Namen mit den Buchstaben „Kiv“ beginnt.

## Kiv

### Kiva
- Kivač, Martina (* 1982), kroatische Fußballspielerin
- Kıvaner, Uraz (* 1979), türkischer Jazzmusiker (Piano, Komposition)
- Kivastik, Mart (* 1963), estnischer Schriftsteller

### Kive
- Kivejinja, Kirunda (1935–2020), ugandischer Politiker
- Kivelä, Antero (* 1955), finnischer Eishockeytorwart und -trainer, sowie Politiker
- Kivelä, Mai (* 1982), finnische Politikerin und Aktivistin
- Kivelä, Teppo (* 1967), finnischer Eishockeyspieler und -trainer
- Kivelä, Timo (* 1940), finnischer Skispringer
- Kivelitz, Hans Walter (1927–2022), deutscher Maler
- Kivell, Tracy (* 1974), kanadische Paläoanthropologin
- Kivelson, Daniel (1929–2003), US-amerikanischer Chemiker
- Kivelson, Margaret (* 1928), US-amerikanische Astrophysikerin
- Kivelson, Steven A. (* 1954), US-amerikanischer Physiker
- Kivengere, Festo (1919–1988), ugandischer Evangelist und anglikanischer Bischof
- Kivenheimo, Jalmari (1889–1994), finnischer Kunstturner

### Kivi
- Kivi, Aita (* 1954), estnische Schriftstellerin
- Kivi, Aleksis (1834–1872), finnischer Nationalschriftsteller
- Kivi, Antero (1904–1981), finnischer Diskuswerfer
- Kivi, Maarja (* 1986), estnische Sängerin und Bassistin
- Kivi, Signe (* 1957), estnische Textilkünstlerin und Politikerin, Mitglied des Riigikogu
- Kiviasi, Dan (* 1993), kenianischer Sprinter
- Kiviat, Abel (1892–1991), US-amerikanischer Mittelstreckenläufer
- Kiviet, Noxolo (* 1963), südafrikanische Politikerin
- Kivikas, Albert (1898–1978), estnischer Schriftsteller und Journalist
- Kivikas, Ann Marii (* 2002), estnische Sprinterin
- Kivikk’aho, Eila (1921–2004), finnische Dichterin und Übersetzerin
- Kivikko, Heikki (* 1963), finnischer Skilangläufer
- Kivilaan, Triinu (* 1989), estnische PopsängerinTriinu Kivilaan (* 1989)

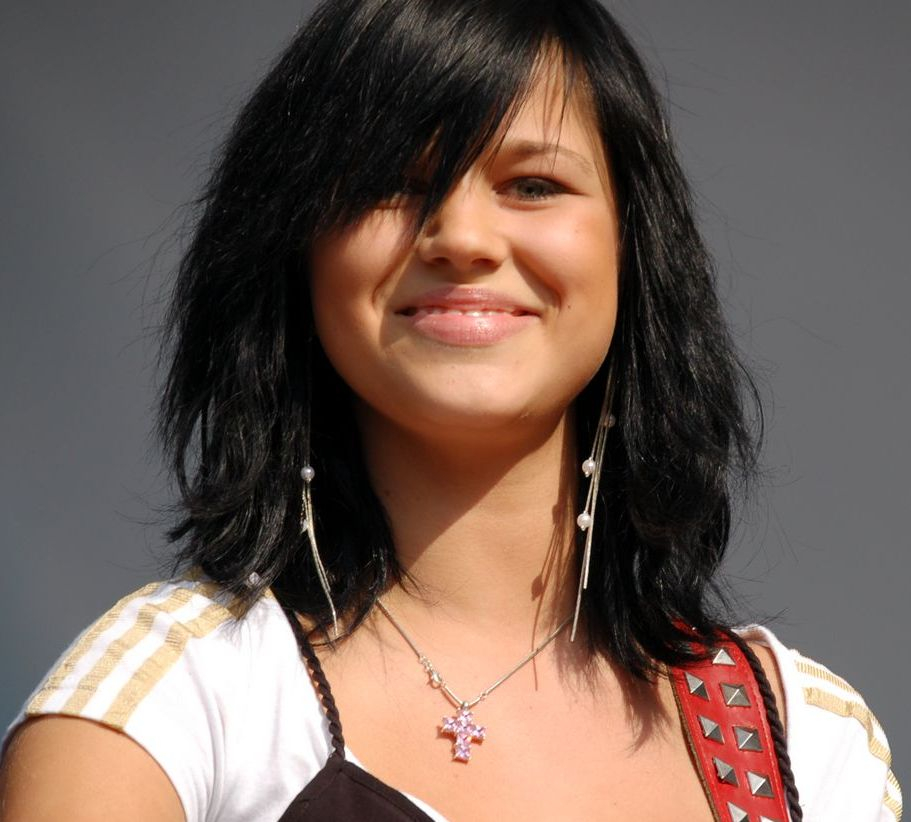
Triinu Kivilaan (* 1989)

- Kıvılcım, Emre (* 1990), türkischer Schauspieler
- Kıvılcım, Kazım (1876–1951), türkischer Brigadegeneral
- Kivilo, Alar (* 1953), kanadischer Kameramann
- Kivimägi, Toomas (* 1963), estnischer Politiker, Mitglied des Riigikogu
- Kivimäki, Toivo (1886–1968), finnischer Politiker, Mitglied des Reichstags und Rechtswissenschaftler
- Kivinen, Markku (* 1951), finnischer Soziologe
- Kivinen, Timo (* 1959), finnischer General
- Kiviniemi, Kalevi (1958–2024), finnischer Organist und Komponist
- Kiviniemi, Mari (* 1968), finnische Politikerin (Zentrum), Mitglied des Reichstags und Ministerpräsidentin
- Kivioja, Tuukka (* 1996), finnischer Unihockeyspieler
- Kiviperä, Aaro (1912–1944), finnischer Moderner Fünfkämpfer
- Kivirähk, Andrus (* 1970), estnischer Autor und Journalist
- Kiviranta, Joel (* 1996), finnischer Eishockeyspieler
- Kıvırcık Ali (1968–2011), türkischer Sänger
- Kivisaar, Alfred (1953–2021), estnischer Badmintonspieler
- Kivisildnik, Sven (* 1964), estnischer Schriftsteller
- Kivisilla, Veronika (* 1978), estnische Schriftstellerin
- Kivistik, Kaur (* 1991), estnischer Leichtathlet
- Kivistö, Harri (* 1981), finnischer Politiker (Piraattipuolue)
- Kivistö, Kalevi (* 1941), finnischer Politiker (SKDL), Mitglied des Reichstags
- Kivistö, Laura (* 1981), finnische Fußballspielerin
- Kivistö, Tommi (* 1991), finnischer Eishockeyspieler
- Kivivirta, Yrjö (* 1906), finnischer Skispringer

### Kivl
- Kivlenieks, Inārs (* 1986), lettischer Rennrodler
- Kivlenieks, Matīss (1996–2021), lettischer Eishockeytorwart
- Kivlichan, Willie (1886–1937), schottischer Fußballspieler

### Kivr
- Kıvrak, Onur (* 1988), türkischer Fußballtorhüter
- Kivran, Hasan (* 1966), türkisch-deutscher Unternehmer
- Kıvrıkoğlu, Hayri (* 1948), türkischer Militär
- Kıvrıkoğlu, Hüseyin (* 1934), türkischer General

### Kivu
- Kivuva Musonde, Martin (* 1952), kenianischer Geistlicher, römisch-katholischer Erzbischof von Mombasa
- Kivuvu, Dominique (* 1987), niederländisch-angolanischer Fußballspieler